# スプーキー・トゥース
スプーキー・トゥース （Spooky Tooth）は、イングランドのロック・バンドである。主な活動期間は1967年から1974年までだったが、その後、幾度か再結成された。

## 略歴

### 1967年 - 1970年
ルーサー・グロヴナー（ギター）、マイク・ハリソン（ボーカル）、マイク・ケリー（ドラムス）、グレッグ・リドリー（ベース）はアートというバンドで活動していた。1967年10月、彼等はアイランド・レコードの創設者であるクリス・ブラックウェルに、アメリカのキーボード奏者/ボーカリストであるゲイリー・ライトを紹介され、ライトを迎えてスプーキー・トゥースと改名した。
デビュー・アルバム『イッツ・オール・アバウト』は、スペンサー・デイヴィス・グループなどの裏方も務めたジミー・ミラーによってプロデュースされ、1968年6月にアイランド・レコードから発表された。
セカンド・アルバム『スプーキー・トゥー』（1969年3月）も同じくミラーがプロデュースを担当しており、ロック誌などのプレスから注目を集めた。同アルバムは、母国イギリスではデビュー作と同様セールス的に失敗したが、A&Mレコードから発売されたアメリカ盤LPは全米アルバムチャートでトップ50入りし、オランダのアルバム・チャートでは最高4位を記録するヒットとなった。ラリー・ワイス (Larry Weiss)の楽曲「Evil Woman」と「Better by You、Better than Me」の今日ではクラシックとされているバージョンが収録されており、後者をジューダス・プリーストがアルバム『ステンド・クラス』（1978年）でカバーした。本作がオリジナル・ラインナップによる最後のアルバムになった。

1969年、リドリーがハンブル・パイへ加入。アルバム『セレモニー』（1969年12月）では代わりにアンディ・リーが参加した。このアルバムの実験的な内容は賛否両論を受けた。このプロジェクトはライトによって持ち込まれたものだったが、スプーキー・トゥースのメンバーとしての彼のキャリアに終止符を打ったと考えられている。別の人物は「ロック史における大失敗の1つ」であると述べている。ライトは以下のように説明した。
| 「 | ……私たちは自分たちのアルバムではなくプロジェクトを行ったんです。それはピエール・アンリという名前のフランスの電子音楽作曲家によるものでした。私たちは「これは私たちのアルバムではなく、彼のアルバムです。ミュージシャンとして演奏しているんです」としっかりレーベルに言ったのです。そしてアルバムが完成したとき、彼らは言いました。「いやいや、これは素晴らしい。君たちの次のアルバムとしてリリースするつもりだよ」。私たちは「そんなことはできません。それは『スプーキー・トゥー』の方向性とは合い入れないものですし、それは私たちのキャリアを台無しにするでしょう」と言いました。そして、まさにその通りのことが起こったのです。 | 」 |

ライトは同アルバムの発表後、バンドを脱退した。ハリソン、グロヴナー、ケリーはバンドに残り、ジョー・コッカーのグリース・バンドのメンバーだったヘンリー・マッカロク（ギター）、クリス・ステイントン（キーボード）、アラン・スペナー（ベース）と共にアルバム『ザ・ラスト・パフ』（1970年7月）をレコーディングした。
1970年の秋、スプーキー・トゥースはハリソン、グロヴナー、ケリー、ジョン・ホウケン（キーボード、元ナッシュヴィル・ティーンズ）、スティーヴ・トンプソン（ベース）の顔ぶれによるヨーロッパ・ツアーに乗り出し、その後、解散した。

### 1972年 - 1974年

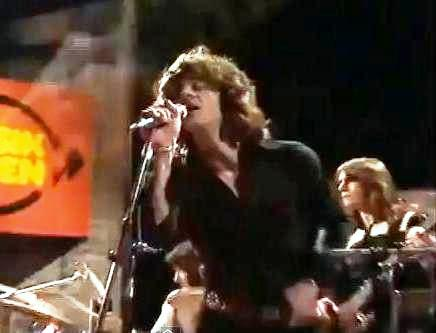
1970年代にバンドと一緒にステージに立つ歌手マイク・ハリソン

1972年9月、ハリソンとライトは新しいラインナップでスプーキー・トゥースを再結成した。オリジナル・ギタリストのグロヴナーは、ステージ・ネームとしてアリエル・ベンダーを名乗ってモット・ザ・フープルとチームを組んだため、再結成には参加しなかった。
1973年5月、再結成されたバンドによる最初のアルバム『ユー・ブローク・マイ・ハート・ソー・アイ・バステッド・ユア・ジョウ』がアイランド・レコードから発表された。グロヴナーの後任はミック・ジョーンズ、オリジナル・ドラマーのケリーの後任はブライソン・グラハムが務めた。ベースはイアン・ハーバートに代わってクリス・スチュワートが担当した。
次作『ウィットネス』（1973年11月）では、オリジナル・ドラマーのケリーがグラハムと代わって復帰した。この段階ではライトが主要なソングライターだった。しかし彼と共にリード・シンガーを務めるハリソンが同アルバムの発表後に脱退し、マイク・パトゥが彼と並ぶ新たなボーカリストになった。
アルバム『ザ・ミラー』（1974年10月）のレコーディングでは、グラハムがドラムに復帰し、新しいベース奏者としてヴァル・バークが加入した。しかし同アルバムは失敗に終わり、ライトはソロ・キャリアのために再び脱退。スプーキー・トゥースは1974年11月に解散した。

## その後
ミック・ジョーンズは、1976年にフォリナーを結成した。
グロヴナーは、後にスティーラーズ・ホイールで演奏し、1970年代にモット・ザ・フープルに加わり、アリエル・ベンダーを名乗るようになった。2005年、アリエル・ベンダー・バンドを結成し、いまだに時々その名でパフォーマンスしている。2018年と2019年には、再結成されたモット・ザ・フープルとツアーを行っている。
ケリーは、1970年代後半にジ・オンリー・ワンズへ加わり、1980年代にも彼らと共演した。バンドは2007年に再結成されている。
リドリーは、ハンブル・パイのメンバーとなった。2003年11月19日、彼はスペインのアリカンテで肺炎とその合併症のために亡くなった。56歳だった。
ライトは、1970年代には国際的なソロとしての活動を開始し、ラジオ向きの楽曲「夢織り人 (Dream Weaver)」がヒットした。
ハリソン、グロヴナー、リドリー、ケリーは、1997年と1998年の時点でスプーキー・トゥースとして再結成し、その結果、1999年2月にリリースされたアルバム『Cross Purpose』が生まれた。
ハリソンは、ハンブルグ・ブルース・バンドで演奏および録音を行い、CD『Touch』（2002年）に参加した。
2004年6月、ハリソン、ライト、ケリーは再びドイツの2つのコンサートで、ジョーイ・アルブレヒト（ギター）とマイケル・ベッカー（ベース）と共にスプーキー・トゥースとして再結成を行い、その模様がDVD『Nomad Poets』（2007年）となった。
2006年、ハリソンは30年以上ぶりとなるソロ・アルバム『Late Starter』をリリースした。
2008年2月、ハリソン、ライト、ケリーをフィーチャーしたスプーキー・トゥースの最新ヴァージョンが結成され、Mr.ミスターのギタリストであるスティーヴ・ファリスと、シェム・フォン・シュローク（ベース）を伴い、ヨーロッパにおける一連のツアー日程で演奏した。2009年5月29日、この同じラインナップは、6月にドイツをツアーする前に、シェパーズ・ブッシュ・エンパイアにおけるアイランド・レコード50周年記念コンサートで演奏した。
2012年、ケリーはソロ・アルバムの制作を開始した。
2017年1月18日、ケリーが短い闘病期間の後に亡くなった。
2018年3月25日、ハリソンが72歳で亡くなった。
2023年9月、ライト死去。80歳没。

## メディアによる描写
1970年のドキュメンタリー映画『Groupies』で取り上げられた。

## メンバー
- ルーサー・グロヴナー (Luther Grosvenor) - ギター (1967年–1970年、1998年–1999年)
- マイク・ハリソン (Mike Harrison) - ボーカル、キーボード (1967年–1970年、1972年–1974年、1998年–1999年、2004年、2008年–2009年) ※2018年死去
- マイク・ケリー (Mike Kellie) - ドラム (1967年–1970年、1973年–1974年、1998年–1999年、2004年、2008年–2009年) ※2017年死去
- グレッグ・リドリー (Greg Ridley) - ベース (1967年–1969年、1998年–1999年) ※2003年死去
- ゲイリー・ライト (Gary Wright) - キーボード、ボーカル (1967年–1970年、1972年–1974年、2004年、2008年-2009年) ※2023年死去
- アンディ・リー (Andy Leigh) - ベース (1969年–1970年)
- ヘンリー・マッカロク (Henry McCullough) - ギター (1970年)
- アラン・スペナー (Alan Spenner) - ベース (1970年) ※1991年死去
- クリス・ステイントン (Chris Stainton) - キーボード、ギター、ベース (1970年)
- ジョン・ホウケン (John Hawken) - キーボード (1970年)
- スティーヴ・トンプソン (Steve Thompson) - ベース (1970年)
- ブライソン・グレアム (Bryson Graham) - ドラム (1972年–1973年、1974年)
- イアン・ハーバート (Ian Herbert) - ベース (1972年–1973年)
- ミック・ジョーンズ (Mick Jones) - ギター (1972年–1974年)
- クリス・スチュワート (Chris Stewart) - ベース (1973年–1974年)
- ヴァル・バーク (Val Burke) - ベース、ボーカル (1974年)
- マイク・パトゥ (Mike Patto) - ボーカル、キーボード (1974年) ※1979年死去
- ジョーイ・アルブレヒト (Joey Albrecht) - ギター (2004年)
- マイケル・ベッカー (Michael Becker) - ベース (2004年)
- スティーヴ・ファリス (Steve Farris) - ギター (2008年–2009年)
- シェム・フォン・シュローク (Shem von Schroeck) - ベース (2008年–2009年)
- トム・ブレフテリン (Tom Brechtlein) - ドラム (2009年)

## ディスコグラフィ

### スタジオ・アルバム
- 『イッツ・オール・アバウト』 - It's All About (1968年) ※旧邦題『スプーキー・トゥースの世界』。1971年に『Tobacco Road』として再発、「Too Much Of Nothing」に代わって「The Weight」を収録[20]
- 『スプーキー・トゥー』 - Spooky Two (1969年) ※旧邦題『スプーキー2』
- 『セレモニー』 - Ceremony (1969年) ※with ピエール・アンリ。旧邦題『現代音楽の領域』
- 『ザ・ラスト・パフ』 - The Last Puff (1970年) ※Spooky Tooth featuring Mike Harrison名義
- 『ユー・ブローク・マイ・ハート・ソー・アイ・バステッド・ユア・ジョウ』 - You Broke My Heart So...I Busted Your Jaw (1973年)
- 『ウィットネス』 - Witness (1973年)
- 『ザ・ミラー』 - The Mirror (1974年)
- Cross Purpose (1999年)

### コンピレーション・アルバム、ライブ・アルバム等
- 『ベスト・オブ・スプーキー・トゥース』 - The Best of Spooky Tooth (1975年)
- Gary Wright & Spooky Tooth: That Was Only Yesterday (1976年)
- The Best of Spooky Tooth: That Was Only Yesterday (1999年)
- Comic Violence (2000年)
- BBC Sessions (2001年)
- Nomad Poets - Live in Germany (2007年)
- Lost in My Dream – An Anthology, 1968–1974 (2009年)

### シングル
- "That Was Only Yesterday" (1969年) ※オランダ 13位[21]
- "Feelin' Bad" (1969年) ※全米 Bubbling Under 132位
- 「アイ・アム・ザ・ワルラス」 - "I Am the Walrus" (1970年) ※オランダ 38位[22]